# Charles L. Kane

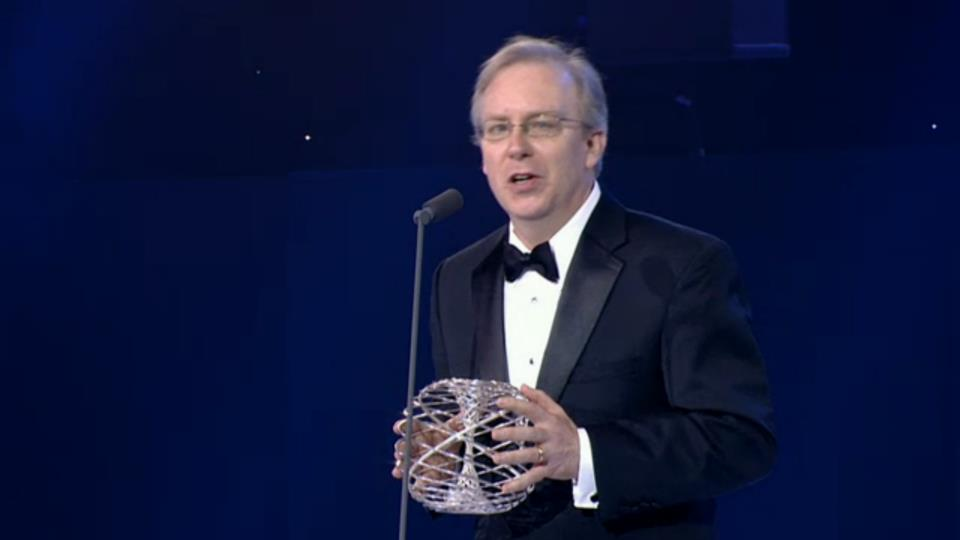
Charles L. Kane 2013

Charles Lewis Kane (* 1963 in Urbana, Illinois) ist ein US-amerikanischer theoretischer Festkörperphysiker.

## Leben
Kane wuchs in Iowa City auf. Er studierte an der University of Chicago mit dem Bachelor-Abschluss 1985 und wurde 1989 am Massachusetts Institute of Technology promoviert, während er IBM-Stipendiat war. Als Post-Doktorand war er 1989 bis 1991 am Thomas J. Watson Research Center von IBM. Er wurde 1991 Assistant Professor, 1997 Associate Professor und seit 2006 ist er Professor an der University of Pennsylvania.
Er befasste sich mit mesoskopischer Festkörperphysik und insbesondere mit dem Fraktionalen Quanten-Hall-Effekt, eindimensionalen Leitern wie Kohlenstoff-Nanoröhren und zweidimensionalen Leitern wie Graphen, Luttingerflüssigkeiten und topologischen Isolatoren. Er ist ein Pionier auf dem Gebiet topologischer Isolatoren, die er 2005 vorhersagte (Quanten-Spin-Hall-Effekt) und die 2007 experimentell bestätigt wurden. Es handelt sich um Materialien, die im Innern Isolatoren sind, aber topologisch geschützte Leitungsband-Zustände an der Oberfläche besitzen mit Spin-ausgerichteten Strömen. Sie erlauben Quasiteilchen, die Majorana-Fermionen sind und haben potentielle Anwendungen als topologische Quantencomputer.
Zu seinen Doktoranden gehört Liang Fu.

## Auszeichnungen
2010 erhielt er den Condensed Matter Europhysics Prize. 2012 erhielt er die Dirac-Medaille (mit F. Duncan M. Haldane und Shoucheng Zhang insbesondere für ihre Pionierarbeit bei zwei- und dreidimensionalen topologischen Isolatoren) und den Oliver E. Buckley Condensed Matter Prize. 2006 wurde er Fellow der American Physical Society. 2012 erhielt er eine Förderung der Simons-Stiftung (Simons-Investigator). 2013 erhielt er den Physics Frontiers Prize, 2014 wurde er in die National Academy of Sciences gewählt. Für 2015 wurde ihm die Benjamin Franklin Medal des Franklin Institute zugesprochen, für 2018 der BBVA Foundation Frontiers of Knowledge Award. 2024 wurde Kane zum Mitglied der American Academy of Arts and Sciences gewählt.
Gemeinsam mit Eugene J. Mele wurde ihm der Breakthrough Prize in Fundamental Physics 2019 zuerkannt.

## Schriften
- mit M. Z. Hazan Topological Insulators, Reviews of Modern Physics, Band 82, 2010, S. 3046
- Topological Insulators, Physics World, Februar 2011